# Раздольновское муниципальное образование
Раздольновское муниципальное образование — сельское поселение в Лысогорском районе Саратовской области Российской Федерации.
Административный центр — посёлок Раздольное.

## История
Статус и границы сельского поселения установлены Законом Саратовской области от 29 декабря 2004 года № 118-ЗСО «О муниципальных образованиях, входящих в состав Лысогорского муниципального района».

## Население
| 2010  | 2011  | 2012  | 2013  | 2014  | 2015  | 2016  |
| ----- | ----- | ----- | ----- | ----- | ----- | ----- |
| 1050  | ↘1046 | ↗1058 | ↘1030 | ↗1034 | ↘1033 | ↗1045 |
| 2017  | 2018  | 2019  | 2020  | 2021  |       |       |
| ↘1023 | ↘1005 | ↘984  | ↘962  | ↘825  |       |       |

## Состав сельского поселения
| № | Населённый пункт | Тип населённого пункта          | Население |
| - | ---------------- | ------------------------------- | --------- |
| 1 | Большая Каменка  | село                            | ↘243      |
| 2 | Петропавловка    | село                            | ↘128      |
| 3 | Раздольное       | посёлок, административный центр | ↗679      |
| 4 | Сергиевка 2-я    | деревня                         | 0         |